# Pablo Jarillo-Herrero

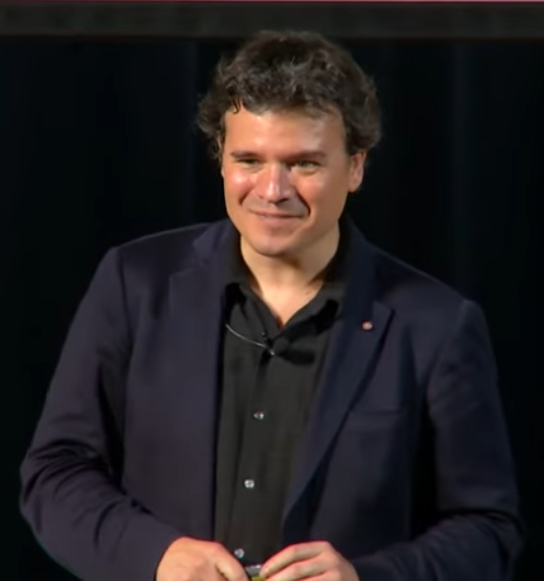
Pablo Jarillo-Herrero, 2024

Pablo Jarillo-Herrero (* 11. Juni 1976 in Valencia) ist ein spanischer Festkörperphysiker und Hochschullehrer in den USA.

## Biografie
Jarillo-Herrero studierte Physik an der Universität Valencia mit dem Lizenziat 1999 und an der University of California, San Diego, mit dem Master-Abschluss 2001. Er wurde 2005 an der TU Delft promoviert. Als Post-Doktorand war er in Delft und an der Columbia University (NanoResearch Initiative). 2008 wurde er Assistant Professor am Massachusetts Institute of Technology, an dem er 2018 eine volle Professur erhielt und Cecilia and Ida Green Professor of Physics ist.
Er befasst sich mit experimenteller Festkörperphysik, speziell Quanteneigenschaften von elektronischem Transport und Optoelektronik in neuartigen zweidimensionalen Materialien und speziell der Untersuchung supraleitender, magnetischer und topologischer Eigenschaften.
Bei Experimenten mit winzigen Flocken aus Graphen wurden Kohlenstoffatome in einer symmetrischen zweidimensionalen an zwei übereinanderliegenden,  beschichteten Glasträgern angeordnet und gegeneinander verdreht. Dieses kombinierte System zeigte unerwartete elektronische Eigenschaften. Allan H. MacDonald und Rafi Bistritzer hatten für einen „magischen“ Winkel von 1,1 Grad eine neuartige Form der Supraleitung vorhergesagt, was Jarillo-Herrero mit seiner Gruppe in Experimenten 2017 bestätigte. Ihre Veröffentlichung in Nature 2018 löste eine Flut weiterer Veröffentlichungen aus.
2009 wurde er Sloan Research Fellow und Packard Fellow.  2017 und 2018 gehörte er zu den hochzitierten Wissenschaftlern bei Clarivate. 2018 wurde er Fellow der American Physical Society, 2022 Mitglied der National Academy of Sciences.

## Auszeichnungen
- 2012 Presidential Early Career Award for Scientist and Engineers (PECASE).
- 2020 Oliver E. Buckley Condensed Matter Prize, für die Entdeckung von Supraleitung in getwistetem Doppelschicht-Graphen (Laudatio)[1]
- 2020 Wolf-Preis in Physik mit Allan H. Macdonald und Rafi Bistritzer für Pionierarbeiten theoretischer und experimenteller Art über gegeneinander verdrehten Doppelschicht-Graphen (Laudatio)[2]
- 2021 NAS Award for Scientific Discovery
- 2021 Max-Planck-Humboldt-Forschungspreis
- 2025 Lars Onsager Lecture

## Schriften (Auswahl)
- mit J. Kong, L. P. Kouwenhoven u. a.: Orbital Kondo effect in carbon nanotubes, Nature, Band 434, 2005, S. 484
- mit J. A. Van Dam, Leo Kouwenhoven: Quantum supercurrent transistors in carbon nanotubes, Nature, Band 439, 2006, S. 953
- mit Dmitri Efetov u. a.: Electronic Transport and Quantum Hall Effect in Bipolar Graphene Junctions, Phys. Rev. Lett., Band 99, 2007, S. 166804 arXiv
- mit H. B. Heersche u. a.: Bipolar supercurrent in graphene, Nature, Band 446, 2007, S. 56
- mit J. Xue u. a.: Scanning tunnelling microscopy and spectroscopy of ultra-flat graphene on hexagonal boron nitride, Nature Materials, Band 10, 2011, S. 282
- mit N. M. Gabor u. a.: Hot Carrier–Assisted Intrinsic Photoresponse in Graphene, Science, Band 334, 2011, S. 648–652
- mit M. Yankowitz u. a.: Emergence of superlattice Dirac points in graphene on hexagonal boron nitride, Nature Physics, Band 8, 2012, S. 382
- mit B. Hunt u. a.: Massive Dirac fermions and Hofstadter butterfly in a van der Waals heterostructure, Science, Band 340, 2013, S. 1427–1430
- mit Y. H. Wang u. a.: Observation of Floquet-Bloch states on the surface of a topological insulator, Science, Band 342, 2013, S. 453–457
- mit S. Dai u. a.: Tunable phonon polaritons in atomically thin van der Waals crystals of boron nitride, Science, Band 343, 2014, S. 1125–1129
- mit B. W. H. Baugher u. a.: Optoelectronic devices based on electrically tunable p–n diodes in a monolayer dichalcogenide, Nature Nanotechnology, Band 9, 2014, S. 262
- mit Y. Q. Bie u. a.: A MoTe2-based light-emitting diode and photodetector for silicon photonic integrated circuits, Nature Nanotechnology, Band 12, 2017, S. 1124
- mit B. Huang u. a.: Layer-dependent Ferromagnetism in a van der Waals Crystal down to the Monolayer Limit,  Nature, Band 546, 2017, S. 270
- mit L. Bretheau u. a.:Tunneling spectroscopy of Andreev states in graphene, Nature Physics, Band 13, 2017, S. 756
- mit Q. Ma, Patrick A. Lee u. a.: Direct optical detection of Weyl fermion chirality in a topological semimetal,  Nature Physics, Band 13, 2017, S. 842
- mit J. D. Sanchez-Yamagishi u. a.: Helical edge states and fractional quantum Hall effect in a graphene electron–hole bilayer, Nature Nanotechnology, Band 12, 2017, S.  118
- mit Fatemi u. a.: Electrically Tunable Low Density Superconductivity in a Monolayer Topological Insulator, Science 2018
- mit X-Y. Xu u. a.: Electrically switchable Berry curvature dipole in the monolayer topological insulator WTe2, Nature Physics, Band 14, 2018, S. 900
- mit D.R. Klein u. a.: Probing magnetism in 2D van der Waals crystalline insulators via electron tunneling, Science, Band 360, 2018, S. 1218
- mit B. Huang u. a.:Electrical Control of 2D Magnetism in Bilayer CrI3,  Nature Nanotechnology, Band 13, 2018, S. 544
- mit Y. Cao u. a.: Unconventional superconductivity in magic-angle graphene superlattices, Nature, Band 556, 2018, S. 43, Abstract, arXiv
- mit Y. Cao: Correlated Insulator Behaviour at Half-Filling in Magic Angle Graphene Superlattices, Nature, Band 556, 2018, S. 80
- mit S. Wu, R. J. Cava u. a.: Observation of the quantum spin Hall effect up to 100 kelvin in a monolayer crysta, Science, Band 359, 2018, S. 76
- mit K. L. Seyler u. a.: Ligand-field helical luminescence in a 2D ferromagnetic insulator, Nature Physics, Band 14, 2018, S. 277